# Abram Jakub Szenfeld
Abram Jakub Szenfeld (Schönfeld, Szeinfeld) (ur. 20 listopada 1887 w Łodzi, zm. 9 lipca 1942 tamże, w Ghetto Litzmannstadt) – łódzki fotograf, właściciel „Zakładu Artystyczno-Fotograficznego” czynnego od 30 grudnia 1913 do 1939 w Łodzi przy ul. Piotrkowskiej 82.
Był artystą mającym ogromne powodzenie; w jego zakładzie portretowali się członkowie rodzin miejscowych przemysłowców.
Portrety oprawiał w składane eleganckie kartony i odręcznie podpisywał „J. Schönfeld Atelier Lodz”.
W 1923 na I Ogólnopolskiej Wystawie Fotograficznej „Światłocień” w Poznaniu pokazał portrety wykonane na bardzo wysokim poziomie artystycznym, nagrodzone srebrnym medalem.
Jan Kurusza-Worobiew (1879-1939), wieloletni prezes Związku Fotografów Wileńskich wysoko oceniał jego fotografie portretowe.
5 września 1929 był jednym z czterech założycieli i twórców statutu Cechu Właścicieli Zakładów Fotograficznych w Łodzi, który to statut władze zalegalizowały 27 lutego 1930. Na walnym zebraniu 28 kwietnia 1930 wybrany został podstarszym cechu.
W 1934 przewodniczył komisji egzaminacyjnej przy Izbie Rzemieślniczej w Łodzi, stawiając wysokie wymagania fotografom zdającym przed komisją egzamin mistrzowski.
W Muzeum Miasta Łodzi oraz w Wojewódzkiej Bibliotece Publicznej w Łodzi znajdują się zdjęcia z jego dorobku m.in. tableau z 1925 oraz zdjęcia gabinetowe bliżej nieokreślonych siedzących kobiet i dzieci. W zbiorach prywatnych przechowywane są portrety członków rodziny Eugeniusza Geyera oraz Zenona Łubieńskiego.
26 kwietnia 1914 zawarł związek małżeński z 24-letnią Esterą Grynbaum.
Pochowany jest prawdopodobnie na nowym cmentarzu żydowskim w Łodzi, przy ul. Brackiej.